# Hoya schneei
Hoya schneei är en oleanderväxtart som beskrevs av Rudolf Schlechter. Hoya schneei ingår i släktet Hoya och familjen oleanderväxter. Inga underarter finns listade i Catalogue of Life.